# Opisthorchis tonkae
Espèce
Opisthorchis tonkae est une espèce de vers trématodes de la famille des Opisthorchiidae. Ses métacercaires parasitent le foie de certaines espèces de mammifères, notamment de rongeurs, et plus particulièrement le Rat musqué.

## Description
Opisthorchis tonkae mesure de 3 à 5 mm de long pour une largeur de 0,8 à 1,1 mm. Son corps est plat et allongé, pointu dans sa partie antérieure et arrondi dans sa partie postérieure. 

## Systématique
Le nom valide complet (avec auteur) de ce taxon est Opisthorchis tonkae Wallace (d) & Penner (d), 1939,.

### Étymologie
Son nom spécifique, tonkae, lui a été donné en référence au lieu de sa découverte, la baie Tonka sur le lac Minnetonka au Minnesota.

### Publication originale
- (en) F. G. Wallace et Lawrence R. Penner, « A new liver fluke of the genus Opisthorchis », Journal of Parasitology, Chicago, American Society of Parasitologists (d), vol. 25, no 5,‎ octobre 1939, p. 437-440 (ISSN 0022-3395 et 1937-2345, OCLC 1606759, lire en ligne).